# دومينيك ساندرز
دومينيك ساندرز (بالفرنسية: Dominique Sanders)‏ ولد بتاريخ 16 أغسطس 1957 في فرنسا، هو دراج فرنسي سابق.

## روابط خارجية
- دومينيك ساندرز على موقع أرشيف الدراجات (الإنجليزية)
- دومينيك ساندرز على موقع إحصائيات الدراجات الإحترافية (الإنجليزية)